# Gnopharmia vartianae
Gnopharmia vartianae là một loài bướm đêm trong họ Geometridae.